# Commedia ridicolosa
La Commedia Ridicolosa fu un genere teatrale diffuso in Italia dall'inizio del XVII secolo che nacque dalla diaspora dei comici dell'arte verso le corti europee e continuò fino alla fine del Settecento.

## Origine e storia
La cosiddetta commedia ridicolosa nasce all'inizio del XVII secolo in area romana, ma presto si diffonderà in tutta Italia. La Ridicolosa è parente stretta della Commedia dell'arte con la quale condivide i personaggi e la letteratura dialettale.
Già fin dalla metà del secolo precedente la commedia aveva scoperto la comicità dell'inserimento dei dialetti sulle scene, due nomi per tutti: Ruzante e Andrea Calmo inseriscono il dialetto veneto popolare nelle loro opere. Ma colui che più di ogni altro s'avvicinò a questo tipo di commedia fu il perugino Sforza Oddi. Questo commediografo fu il primo ad usare personaggi della Commedia dell'arte inserendoli come comprimari nelle sue commedie, ma già siamo intorno al 1590 e la commedia degli Zanni ha ormai da tempo soppiantato la commedia erudita del Teatro rinascimentale.
La differenza tra le due tipologie di commedia è la continuità della Ridicolosa sul solco tracciato dalle commedie del primo Cinquecento, che a loro volta avevano usato la struttura del teatro romano di Plauto e Terenzio.
La Commedia dell'arte, al contrario aveva puntato sulla bravura dell'attore, sull'improvvisazione, e sui canovacci, non tenendo conto delle "regole" teatrali tramandateci dai grandi teorici dell'antichità come Aristotele e Orazio. Infatti una delle grosse differenze fra la Commedia Ridicolosa e quella dell'Arte è la presenza, nel primo caso, di autori e attori dilettanti, come nell'erudita e la loro rappresentazione in teatri accademici, fuori dalle rotte delle compagnie degli attori professionisti.
Giulio Caprin, uno fra i primi che isolò il genere della Commedia ridicolosa, ci spiega bene nel suo articolo, La Commedia "ridicolosa" nel secolo XVII come:
(Rivista Teatrale italiana, 1907)

## Dalla Commedia erudita alla Commedia dell'arte

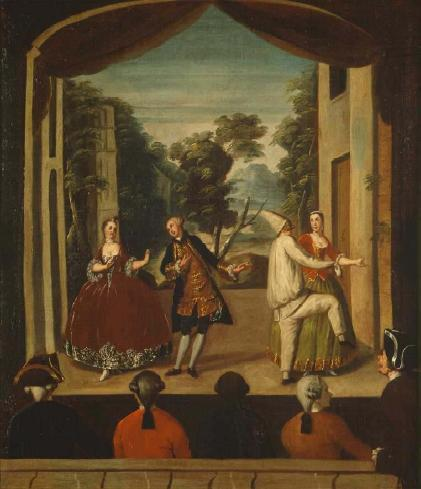
Scena di Pulcinellata

Già alcuni comici dell'arte avevano messo su carta alcuni loro soggetti, fra questi ricordiamo: Pier Maria Cecchini, in arte Frittellino, Niccolò Barbieri, in arte Beltrame, Flaminio Scala, in arte Flavio, Fabrizio De Fornaris, in arte il Capitan Coccodrillo e il più celebre Giovan Battista Andreini. Ma la percentuale più alta dei soggetti della Commedia dell'arte sono giunti fino a noi sotto forma di canovaccio e non di commedia regolare.
Nei primi anni del Seicento s'affermano alcuni autori (in maggioranza romani) che daranno alle stampe un gran numero di commedie ridicolose. Fra questi i più prolifici sono stati: Giovanni Briccio, Virgilio Verucci, Paolo Veraldo e Francesco Guerrini. Con la lenta emigrazione delle compagnie comiche verso Francia, Spagna e Germania, gli autori della commedia ridicolosa si trovarono unici, o quasi, possessori della commedia delle maschere in Italia e la loro fama si sparse, soprattutto dopo la pubblicazione delle loro commedie. La presenza di stamperie nello Stato Pontificio contribuì alla loro diffusione. La maggior parte delle ridicolose furono stampate in Umbria, nelle Marche e nel Viterbese.
Forse una delle prime commedie Ridicolose fu I Difettosi di Giovanni Briccio, stampata a Viterbo nel 1605. In questa commedia sono presenti i due vecchi, gli innamorati, gli Zanni e il Capitan Rodiferro. Come si vede anche i personaggi sono tratti da quelli della Commedia dell'arte, anche se con nomi diversi dai classici Pantalone, Arlecchino e Pulcinella. In seguito anche questi entrarono a far parte dei testi delle più importanti ridicolose. Alcuni di questi compaiono anche nel titolo come il Pantalone imbertonao (sempre del Briccio) e La Colombina del Verucci.

## Il trionfo della Commedia ridicolosa
Tra la fine del XVII e l'inizio del XVIII secolo, la diffusione della Commedia ridicolosa raggiunse il suo apice, e il massimo della diffusione. Tutto grazie alla numerosa costituzione delle Accademie, praticamente quasi tutte le città italiane avevano la propria. Con le Accademie sorsero gli spazi teatrali da loro gestiti. In questo periodo due autori in particolare: Tommaso Mondini, veneziano e Basilio Locatelli, romano, si possono considerare come la "seconda generazione" degli autori più importanti di questo genere. Con il primo si vede come la ridicolosa sia uscita dall'ambiente romano per approdare anche in Veneto, mentre il Locatelli ci ha lasciato un manoscritto, in due parti, contenente ben 103 soggetti di commedie ridicolose, ovvero per i teatri accademici, ancora sotto forma di canovaccio come nella Commedia dell'arte. Sintomo di come, alla fine del XVII secolo, anche le compagnie degli attori professionisti rimaste in Italia, attingessero dalla Ridicolosa per rinnovare i propri repertori.

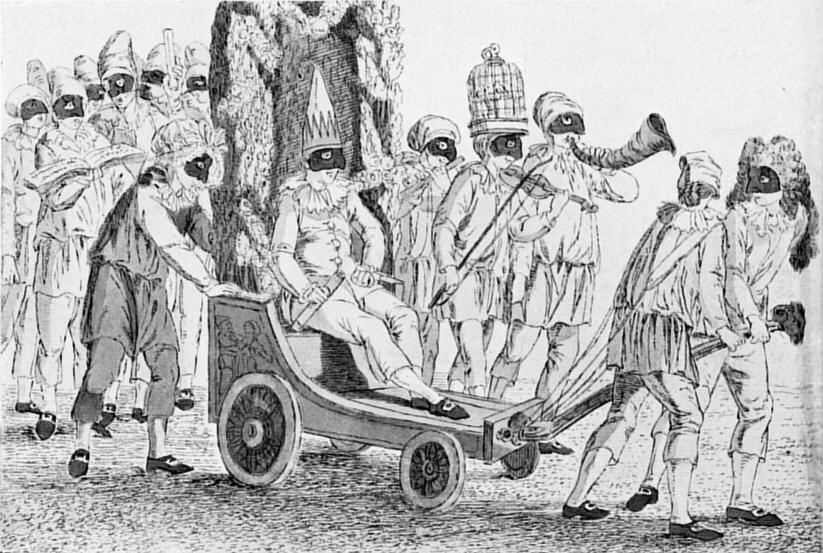
Carro carnascialesco di una pulcinellata romana

Il teatro di Mondini, che spesso stampava le sue commedie sotto lo pseudonimo di Simon Tomadoni, ebbero tale fortuna che lo stesso Carlo Goldoni ne approfittò come ispirazione per le sue prime commedie. Goldoni citò spesso Mondini, sia nelle prefazioni delle sue commedie che nei Mémoires. Il Mondini era già famoso come poeta dialettale, viene infatti citato nel volume Poeti antichi del dialetto veneziano, come traduttore, in dialetto veneto della Gerusalemme del Tasso con il titolo: Il Tasso alla barcaruola .
La sua prima commedia, pubblicata con lo pseudonimo di Tomadoni nel 1689, sin dal titolo ci offre uno spaccato esemplare della presenza delle maschere della commedia dell'arte nelle commedie dei dilettanti: Le scioccherie di Gradellino, accresciute dalle astuzie di Fenocchio sturbatore de' matrimoni. Si tratta ovviamente di un Mariazo, sullo stile dei veneti del Cinquecento, con la presenza dei due Zanni, quello sciocco e quello furbo, ispirati alle maschere della commedia dei professionisti. L'Arlecchino della commedia del Mondini è il servo sciocco Gradellino. Simile a Brighella è lo zanni furbo Fenocchio, gli stessi due Zanni che compariranno ancora nelle commedie riformate di Goldoni.
L'uso degli pseudonimi è molto diffuso fra gli autori della ridicolosa, oltre al Mondini lo ritroviamo anche nel romano Alessandro Benetti, che pubblicò gran parte delle sue commedie sotto il nome di Alessandro Lassari. Ovviamente molti di questi autori, considerando la ridicolosa un genere minore fra le proprie opere, preferì camuffarsi.
Nel territorio milanese non mancarono autori di commedie ridicolose, uno fra gli altri fu Francesco Gattici, forse il più prolifico, la sua commedia Le disgratie di Buratino (1623) viene da lui stesso definita: Ridiculosa, e buffonesca. Dalla Lombardia veniva anche uno dei più famosi commediografi della ridicolosa: Francesco Righelli mantovano, anche se la sua attività si svolse prevalentemente a Roma.
Anche compagnie professionali di grido come le ultime rimaste in Italia dopo la diaspora dei maggiori comici; tra la fine del Seicento e l'inizio del Settecento, s'appoggiarono sempre più spesso alla ridicolosa. Fra questi vanno citati Pietro Cotta e la compagnia comica dell'Argante.
La diffusione del teatro dialettale influenzò anche importanti autori del teatro cortigiano del settecento come Giovan Battista Fagiuoli e Carlo Maria Maggi che possono essere definiti come eredi degli autori della ridicolosa.
Anche dopo la scomparsa della Commedia ridicolosa, le maschere continuarono comunque ad esibirsi nei teatri locali, sia pubblici che accademici, come per le Stenterellate fiorentine e le Pulcinellate napoletane e romane, per la presenza di attori importanti come lo Stenterello Luigi Del Buono e il Pulcinella Antonio Petito, almeno per tutto il XVIII e XIX secolo.

## Le Commedie Ridicolose
- Giovanni Briccio

- - La Tartarea
  - I difettosi (1605)
  - La dispettosa moglie (1606)
  - Ersilia (1616)
  - La ventura di Zanne e Pascariello (1619)
  - La zingara sdegnosa (1620)
  - La zingara ladra (1620)
  - La bella Negromantessa (1621)
  - La nascita d'Himeneo (1623)
  - La morte di Togno villano (1623)
  - Pantalone imbertonao (1626)
  - Li strapazzati (1627)
  - L'hospedale de falliti
  - La Rosmira (1676)
  - La Tartaruca (1677)

- Virgilio Verucci

- - Li diversi linguaggi (1609)
  - Li stroppiati (1610)
  - La Portia (1611)
  - Il dispettoso marito (1612)
  - La spada fatale (1618)
  - Il vecchio innamorato (1619)
  - Il servo astuto (1621)
  - La moglie superba (1621)
  - La vendetta amorosa (1625)
  - Il matrimonio per accidente
  - Ersilia
  - La Colombina ovvero Pulcinella amante di Colombina (1628)
  - Le schiave (1629)
  - Lo schiavo

- Francesco Guerrini

- - Li cinque carcerati (1634)
  - La legge d'amore (1641)
  - Il trionfo d'amore
  - L'ingiusto castigo (1637)
  - Gl'innocenti querelati (1628)
  - Li tre finti villani (1632)

- Alessandro Benetti

- - Gli amori disturbati (1660)
  - Lo scherno di Giove (1636)
  - Li torti vendicati (1654)

- Melchiorre Bossi

- - La zingara frustata (1622)
  - La Gnaccara (1665)
  - L'insolenze di Pascariello Citrolo (1635)
  - La Pedrina (1675)

- Raffaello Riccioli

- - Il vecchio geloso (1605)

- Giulio Nini dalla Fara

- - La Carfagna (1606)

- Francesco Righelli

- - Il Pantalone impazzito (1609)
  - La serva astuta (1611)
  - La Flavia tradita (1614)

- Giovanni De Nobili

- - La Cleria (1608)
  - Amaranta (1618)

- Marco Antonio Raimondi

- - L'Erotodynastia ovvero Potenza d'amore (1615)
  - Il parto finto (1618)
  - La fede costante (1620)
  - Il finto bandito (1628)

- Andrea Fiamma

- - Il Tartaglia (1616)

- Orfeo Buselli

- - Il disperato amante (1623)

- Francesco Torretti

- - Li schiavi gemelli (1623)
  - La pazzia di Clorinda (1625)

- Francesco Gattici

- - Le disgratie di Buratino (1623)
  - Le pazzie giovenili (1624)
  - Gli pensieri fallaci (1624)
  - La bizzarria di Pantaleone (1624)

- Tommaso Mondini

- - Le scioccherie di Gradellino (1689)
  - Le nuove pazzie del dottore (1689)
  - Gl'amori sfortunati di Pantalone
  - Pantalone marcante fallito (1693)